# Ernest Lavisse
Ernest Lavisse, född 17 december 1842 i Nouvion-en-Thiérache, departementet Aisne, död 18 augusti 1922 i Paris, var en fransk historiker.
Lavisse anställdes 1882 som biträdande lärare i medeltidens historia vid universitetet i Paris och blev 1888 professor i nya tidens historia där. Hans historiska arbeten ägnades länge - tydligen under intryck av fransk-tyska kriget - åt preussisk historia; så hans disputationsprov, De Hermanno Salzensi, ordinis teutonici magistro (1875), La marche de Brandebourg sous la dynastie ascanienne (1875), Études sur l'histoire de Prusse (1879) samt La jeunesse du grand Frédéric (1891) och Le grand Fredéric avant l'avènement (1893). Tysk samtidshistoria behandlade han i Trois empereurs d'Allemagne: Guillaume I, Frédéric III, Guillaume II (1888). Tillsammans med Alfred Nicolas Rambaud planerade och ledde han utgivningen av samlingsverket "Histoire générale du IV:e siècle à nos jours" (12 band, 1893-99), till vilket han dock själv endast bidrog obetydligt som författare. 
Under direktion av Lavisse ensam utkom Histoire de France depuis l’origine jusqu'à la révolution (nio dubbelband, 1905 ff.), och här författade han själv viktiga partier, nämligen skildringen av Ludvig XIV:s tid 1643-85 (del VII: l-2) samt en teckning av denne kung, hans familj och hans hov även under hans senare regeringstid, 1685-1715 (i del VIII:1). Förstnämnda skildring, av tiden 1643-85, var en betydande insats i den franska historieskrivningen om Ludvig XIV:s tid, om vilket hans totalomdöme är mörkt: "Ludvig XIV slet ut den franska monarkin och fullbordade den inre förstelning, som sedermera framkallade revolutionen". En illustrerad upplaga av detta verk utkom 1913 i 18 band under titeln Histoire de France illustrée. 
Lavisse ledde även utgivningen av samlingsverket Histoire de France contemporaire depuis la revolution jusqu'à la paix de 1919 (1920 ff.), där han själv skrev del IX (1922), vilken behandlar första världskrigets år och fredskonferensen. Bland hans skrifter märks ytterligare Discours à des enfants (1906), Souvenirs (1912) samt flera politiska småskrifter under första världskriget. Han var från 1894 till kort före sin död utgivare av tidskriften "Revue de Paris" och lämnade talrika bidrag till "Le temps". Han kan sägas representera en övergång mellan äldre och modernare fransk historieskrivning.
Lavisse arbetade mycket aktivt i undervisningsfrågor, dels som läroboksförfattare, dels direkt vid omorganisationen av den högre undervisningen. Hans tal och andra inlägg i dessa frågor är samlade i Questions d'enseignement national (1885), Études et étudiants (1890), À propos de nos écoles (1895). Han blev ledamot av Franska akademien 1892 och svenska Vetenskapsakademien 1909.